# Боснійські імена
Боснійські імена — це традиційні імена й поширені сучасні імена Боснії.

## Історія походження
Більшість боснійських імен мають арабське, перське або тюркське походження, оскільки саме такі імена є в Корані. У XV столітті територія теперішніх Балкан опинилася під владою Османської імперії. Саме в цей час у Боснії почалось формування унікального поєднання Ісламу та слов'янської культури.
Сьогодні Боснія — єдина держава, де однією з титулованих національних груп є слов'яни-мусульмани. 40 % населення країни мусульмани. Відповідно це знайшло відображення в багатьох галузях суспільного життя Боснії.

## Вибір імені— важлива подія
Для мусульман вибір імені — дуже важлива та знаменна подія в житті новонародженого та всієї родини, тому що ім'я — це частина особистості людини. Колись пророк Мухаммад навіть змінював непривабливі імена на більш значущі та милозвучні. Ім'я, на думку мусульман, має бути красивим, позитивно спрямованим. Бажано дати ім'я дитині в перший, третій або сьомий день після дня народження.
Щодо визначення імені для дитини слід додержуватися певних порад прабатьків:
- не можна називати дітей тільки іменами Аллаха: Аллах, Куддус, Халик («творець»), Аррахман;
- не можна називати дітей іменами тиранів, деспотів, ворогів релігії; небажані імена, які мають непривабливе тлумачення.
- небажано називати дитину іменем із префіксом абд-: Абд-Аннаби (слуга Пророка), Абд-Аррасуль (раб Посланця). Такі імена свідчать про те, що людина є прислугою ще когось, окрім Аллаха.

Найкращим варіантом імені вважається ім'я ангела або пророка, що благодатно вплине на майбутнє дитини. Варіанти для хлопчиків: Муса, Іса, Ібрагим, Махмут, Мустафа, для дівчаток: Марьям (мати пророка Іси), Аїша, Фатіма, Рукаййа, Зайнаб.

## Цікаві традиції
Цікавим є те, що існують відмінності у визначенні імен для хлопчиків і дівчат. Якщо імена хлопчиків мають бути грубими, жорсткими у вимові, то імена дівчат — ніжними, милозвучними, щоб у майбутньому чоловік насолоджувався характером, одягом, взуттям, прикрасами та приємним ім'ям дружини. Стало традицією називати дівчат відповідно до певної ісламської історії, іменем матері або родичів жіночої статі.

## Найпоширеніші імена
Статистика стверджує, що за останні десять років у Боснії змін щодо визначення батьками імен для новонароджених дітей не відбулося. Найпопулярнішим серед чоловічих імен залишається Ахмед, серед жіночих — Аміна.
Станом за 2015 рік Федеральним інститутом статистики Боснії надрукований перелік ста найпопулярніших чоловічих і жіночих імен, серед них Топ-10 найбільш привабливих для батьків.

### Жіночі імена
Ім'я Аміна арабського походження й має декілька версій тлумачення. Згідно з історичними даними, Аміною звали матір Пророка Мухаммеда, що й визначилося у трактуванні імені. Перша версія — «чесна, вірна, надійна». Другий варіант, за яким визначається трактування імені Аміна — «та, що має спокійну вдачу». Третій варіант — «та, що знаходиться в безпечному та спокійному місці». Від арабського кореня походить і слово «амінь».
Ім'я Сара — це біблійне ім'я. У Старому Завіті Сара — дружина Авраама, перша з чотирьох прародительок єврейського народу. У православних християн традиційно використовувався варіант з двома буквами «р» — Сарра. Ім'я Сара означає «знатна, княгиня», «пані», «знатна жінка».
Ім'я Сара поширене не тільки у мусульман, але й у християн.
Ім'я Мер'єм — жіноче ім'я, яке має кілька версій походження. Згідно з однією з них, походження імені Мар'єм пов'язано з староєврейською словом, яке перекладається як «пані». За іншою версією це ім'я походить від грецького слова, що означає «гірка».
Еміна — це форма від імені Аміна, «вірна, чесна, яка перебуває в безпеці».
Ламія. Існує декілька варіантів тлумачення цього імені. Арабський варіант — «та, що має темні вуста». Темні губи в арабів — це еталон
жіночої краси. У перекладі з грецької — «шия», із латинської — «відьма, чаклунка».
Ім'я Асіят (Ася) є святим для всіх мусульман, тому що воно згадується в Корані. У перекладі означає — «лікує, утішає». Саме таке ім'я носила одна з чотирьох найбільших жінок, що вважаються досконалими в мусульманській релігії. Пророк Мухаммед говорив про цю жінку як найкращу в раю. Ім'я Ася носила дружина фараона Рамсеса II, яка взяла на виховання немовля, знайдене в кошику, що плив по річці Ніл. Це був Муса (пророк). Незважаючи на свій знатний рід і багатство, вона завжди була благочестивою й віруючою, доброю та милосердною.
Лейла — жіноче ім'я, що має арабське коріння й перекладається як «ніч», «темрява», «та, що має чорне волосся».
Арабське жіноче ім'я Айна, яке дослівно означає «та, що має великі очі». Надалі з розповсюдженням Ісламу по всьому світу, це ім'я стало загально мусульманським. Турки стверджують, що це суто турецьке ім'я, що означає дзеркало.
Емма. Ім'я Емма має різні версії походження. За першою з них, ім'я Емма — це німецьке ім'я, що означає «цілий», «загальний». За другою версією, ім'я Емма утворено від єврейського чоловічого імені Еммануель, що в перекладі означає «Бог з нами». Вважається, що Емма — це коротка форма імені Еммануель. За третьою версією, ім'я Емма має латинське коріння, перекладається як «дорогоцінна», «душевна». Наступною версією є арабське походження імені Емма. У перекладі з арабської мови означає «вірна», «спокійна», «надійна».
Найля. Ім'я арабського походження має тлумачення «дар, подарунок, корисна; та, що досягла поставленої мети».

### Чоловічі імена
Ім'я Ахмед арабського походження й означає «найславніший, прославлений». Часто це ім'я перекладають як «той, хто постійно дякує Богові». У різних країнах Ахмед вимовляють по-різному: Ахмад, Ахмет, Ахмат.
Омар. У перекладі з арабської мови тлумачення цього імені «життя», «житіє», «людський вік». Батьки, обираючи таке імя, бажають своїй дитині довгих років життя. Залежно від країни ім'я Омар промовляють як Умар, Гумер, Гумар, Умаркай, Кумар.
Імя Дарис арабського походження й означає «урок, учитель, викладач».
Харун. Ім'я пророка Гаруна, брата пророка Муси. Тлумачення — «свавільний і впертий».
Дауд — ім'я одного з пророків Аллаха. У мусульманській міфології — пророк. Відповідає біблійному Давиду. Коран називає його царем, намісником Аллаха. Давид — чоловіче ім'я, що має давньоєврейські коріння. Походження імені Давид пов'язане зі словом на івриті, яке означає «улюбленець», «улюблений».
Імран , ім'я батька Марьям (матері Іси).
Хамза. Це ім'я прославлене ісламським героєм, ватажком шахідів, дядьком пророка Хамзою бін Абдулмутталібом. У перекладі з арабської — «лев; гострота (їжі), гостра зелень, пекучий».
Тарик. Ім'я одного із завойовників Андалусії — Тарика бін Зияда, на честь якого Гібралтарська протока арабською мовою називають протока Тарика. Тлумачення імені — «вранішня зоря, нічний відвідувач; той, що стукає».
Ім'я Відад означає «симпатія, кохання», Аман — «безпека, спокій».
Вибираючи ім'я майбутній дитині, батьки повинні пам'ятати, що вони вирішують долю новонародженого. Ім'я можна змінити на папері. Але не можна переробити те, що буде закладено в характері дитини.